# Schollach
Schollach är en kommun  i Österrike. Den ligger i distriktet Melk i förbundslandet Niederösterreich. Huvudorten Groß-Schollach ligger73 km väster om huvudstaden Wien. 
Kommunen består av sju orter (Ortschaften) (inom parentes invånarantal 1 januari 2024):

- Anzendorf (164)
- Groß-Schollach (235)
- Klein-Schollach (31)
- Merkendorf (82)
- Roggendorf (338)
- Schallaburg (142)
- Steinparz (79)